# Викторова, Лариса Анатольевна
Лари́са Анато́льевна Ви́кторова (род. 5 сентября 1943, Ленинград) — советская пловчиха. Восьмикратная чемпионка СССР в плавании на спине и вольным стилем, многократная рекордсменка СССР. Участница Летних Олимпийских игр 1960 в Риме.

## Биография
Родилась 5 сентября 1943 года в Ленинграде, дочь известного спортсмена и тренера Анатолия Викторова.
Выступала под флагом общества «Буревестник» (Ленинград). Ученица С. В. Бойченко.
Специализировалась в плавании на спине и вольным стилем. Входила в состав сборной СССР в 1957—1964 годах.
Чемпионка СССР на дистанциях 100 м (1958—1963) и 200 м на спине (в 1962 году), а также на дистанции 400 м вольным стилем. Серебряная медалистка чемпионатов страны на дистанции 100 м на спине (1964) и 400 м вольным стилем (1963), бронзовая медалистка в плавании на 400 м вольным стилем (1962). Многократная (двадцатиоднократная) рекордсменка страны.
Серебряная медалистка чемпионата Европы 1958 года в комбинированной эстафете и бронзовая медалистка на дистанции 100 на спине.
В 1960 году на Олимпийских играх в Риме заняла 8-е место комбинированной эстафете, на дистанции 100 м на спине не пробилась в финальный заплыв (10-е место).
Окончила Институт физкультуры имени Лесгафта. Чемпионка Универсиады 1961 года в Софии (100 м на спине).
Работала тренером в Ленинграде. В 1990-х годах переехала в США.